# Jeffrey A. Harvey
Jeffrey A. „Jeff“ Harvey (* 15. Februar 1955 in San Antonio, Texas) ist ein US-amerikanischer theoretischer Physiker, der sich mit Stringtheorie befasst.
Harvey studierte Physik und Mathematik an der University of Minnesota mit dem Bachelor-Abschluss 1977 und wurde 1981 am Caltech in Physik promoviert. Als Post-Doktorand war er an der Princeton University, an der er 1983 Assistant Professor, 1987 Associate Professor und 1990 Professor wurde und bis 1991 blieb. Seit 1990 ist er Professor am Enrico Fermi Institute der University of Chicago.
Mit David Gross, Emil Martinec und Ryan Rohm (Princeton String Quartet) entdeckte er 1985 eine der fünf Superstringtheorien, die Heterotische Stringtheorie.
Von 1986 bis 1990 war er Sloan Research Fellow und von 1987 bis 1992 Presidential Young Investigator der National Science Foundation. 1992 wurde er Fellow der American Physical Society und 2004 Fellow der American Academy of Arts and Sciences. 2014 wurde er in die National Academy of Sciences gewählt. 2023 wurde er mit der Dirac-Medaille (ICTP) ausgezeichnet.

## Schriften
- mit Andrew Strominger Quantum aspects of black holes, TASI Lectures 1992, Arxiv
- mit Curtis Callan, Strominger Supersymmetric string solitons, Trieste Lectures 1991, Arxiv
- Magnetic monopoles, duality and supersymmetry, Trieste Lectures 1995
- TASI 2003 Lectures on anomalies
- Non commutative solitons and D-Branes, Komaba Lectures 2000